# Arachnoidella prenanti
Arachnoidella prenanti är en mossdjursart som beskrevs av Jean-Loup d'Hondt 1975. Arachnoidella prenanti ingår i släktet Arachnoidella och familjen Arachnidiidae. Inga underarter finns listade i Catalogue of Life.